# Foratiana
Foratiana (łac. Dioecesis Foratianensis) – diecezja historyczna w Cesarstwie rzymskim w prowincji Byzacena, współcześnie w Tunezji. Obecnie katolickie biskupstwo tytularne.

## Biskupi tytularni
| Lp. | Biskup                      | Funkcja                                      | Od               | Do                   |
| --- | --------------------------- | -------------------------------------------- | ---------------- | -------------------- |
| 1   | John William Comber         | -                                            | 23 stycznia 1959 | 27 marca 1998        |
| 2   | Alberto Bottari de Castello | nuncjusz apostolski                          | 18 grudnia 1999  | 8 grudnia 2007       |
| 3   | José Elías Rauda Gutiérrez  | biskup pomocniczy Santa Ana (Salwador)       | 25 stycznia 2008 | 12 grudnia 2009      |
| 4   | Bosco Puthur                | biskup pomocniczy Ernakulam-Angamaly (Indie) | 18 stycznia 2010 | 11 stycznia 2014     |
| 5   | Bawai Soro                  | biskup pomocniczy eparchii San Diego (USA)   | 11 stycznia 2014 | 31 października 2017 |
| 6   | Giovanni Pietro Dal Toso    | urzędnik Kurii Rzymskiej                     | 9 listopada 2017 |                      |